# Betty Allen
Pour les articles homonymes, voir Allen.
Betty Allen, née le 17 mars 1927 et morte le 22 juin 2009, est une mezzo-soprano américaine qui a eu une carrière de chanteuse internationale dans les années 1950 - 1970. Dans la dernière partie de sa carrière, sa voix s'assombrit jusqu'à atteindre une tessiture de contralto. Elle est connue pour ses collaborations avec des compositeurs américains tels que Leonard Bernstein, Aaron Copland, David Diamond, Ned Rorem et Virgil Thomson.
Allen fait partie de la première génération de chanteurs d'opéra noirs à remporter un large succès et est considérée comme ayant contribué à briser les barrières des préjugés raciaux dans le monde de l'opéra. Très admirée par Bernstein, le chef d'orchestre la choisit pour être la soliste vedette de ses dernières performances en tant que directeur musical du New York Philharmonic en 1973. Après la fin de sa carrière de chanteuse, elle devient une professeure de chant et une administratrice artistique renommée.

## Enfance et formation
Elle nait Elizabeth Louise Allen, (ou Betty Lou) à Campbell, Ohio, près de Youngstown. Son père est un professeur de mathématiques diplômé qui travaille dans une aciérie car les préjugés raciaux l'empêchent d'être embauché dans le système scolaire public dans les années 1930. Sa mère gagne de l'argent en lavant le linge des autres. Quand elle a 12 ans, la mère d'Allen décède d'un cancer. Par la suite, son père tombe dans la dépression et l'alcoolisme, obligeant Allen à quitter la maison lorsqu'elle est adolescente. Elle passe le reste de sa jeunesse dans des foyers d'accueil.
En 1943, Allen entre au Wilberforce College à Xenia, Ohio, où fait des études de langues. Pendant son séjour là-bas, elle est encouragée à poursuivre une carrière de chanteuse par le ténor Theodor Heimann. Il l'implique dans la chorale de l'école, dont les membres comprennent également la jeune Leontyne Price. Price et Allen deviennent amies en chantant ensemble dans la chorale. Après avoir obtenu son diplôme, elle entre à l'école de musique de Hartford (Connecticut) en 1947, grâce à une bourse. Elle y obtient un bachelor en interprétation vocale. Elle déménage ensuite à New York, où elle poursuit ses études avec Sarah Peck More, Paul Ulanowsky et Zinka Milanov.

## Début de carrière de chanteuse: années 1950
La première grande performance d'Allen a lieu en 1951 alors quelle étudie au Berkshire Music Center du Tanglewood Music Festival. À Tanglewood, elle est choisie par Léonard Bernstein pour être la soliste mezzo-soprano d'une présentation de sa Jeremiah Symphony avec le Boston Symphony Orchestra. Elle fait ses débuts à l'opéra l'année suivante dans le rôle de Sainte Thérèse II dans Four Saints in Three Acts de Virgil Thomson au August Wilson Theatre, dans une production montée par l'American National Theatre and Academy ; vingt-neuf ans plus tard, elle enregistrera le rôle de Commère pour le premier enregistrement complet du même opéra. En 1952, elle remporte le Marian Anderson Award après avoir remporté le concours de chant de son homonyme à Philadelphie.
L'incursion suivante d'Allen dans l'opéra a lieu le 6 juin 1954 lorsqu'elle participe à la première mondiale de Tin Pan Alley de Sam Raphling lors d'une émission radio sur WNYC. Le 1er juillet 1954, elle chante le rôle du prince Orlofsky dans une version concert de Die Fledermaus de Johann Strauss II au stade Lewisohn sous la direction de Tibor Kozma. Le 28 octobre 1954, elle fait ses débuts au New York City Opera (NYCO) dans le rôle de Queenie dans Show Boat. Elle passe le reste de la saison 1954-1955 à effectuer une tournée en France et en Afrique du Nord après avoir été sélectionnée par la National Music League et les Jeunesses Musicales Internationales pour participer à un programme d'échange d'artistes entre les États-Unis et la France.
En janvier 1955, Allen chante le rôle du Messager israélite dans Judas Maccabaeus de Haendel avec le ténor Walter Carringer dans le rôle titre, l'Interracial Fellowship Chorus et le chef d'orchestre Harold Aks. Avec les Chœurs Dessoff et le chef d'orchestre Paul Boepple, elle est soliste dans Vespro della Beata Vergine 1610 de Claudio Monteverdi lors d'un concert parrainé par le baron Carlo de Ferraris Salzano, consul général d'Italie à Carnegie Hall le 28 avril 1955. Elle  passe ensuite les mois suivants à faire une tournée européenne de récitals où elle est chaleureusement reçue.
Le 14 janvier 1957, Allen suscite beaucoup d'intérêt pour son interprétation de l'héroïne du titre Judith (ca) d'Arthur Honegger lors d'un concert avec l'American Concert Choir and Orchestra, sous la direction de Margaret Hillis au Town Hall. Le critique Edward Downes déclare à propos de sa performance : « Allen a chanté la musique des deux premiers actes sans effort apparent. Sa voix avait une vraie, riche qualité de mezzo-soprano, avec une tonalité brillante et des tons de poitrine sombres. Elle était si joliment placée et concentrée qu'elle donnait l'impression d'être plus grande qu'elle ne l'était. Son piano et même son chant pianissimo avaient la qualité de velours qui traverse si bien un auditorium. Elle était une figure de dignité royale, mais elle montrait aussi un tempérament dramatique."  En décembre 1957, elle est soliste dans les représentations du Messie de Haendel par l'Oratorio Society of New York.
En janvier 1958, Allen fait ses débuts en récital à l'hôtel de ville de New York et reçoit un accueil chaleureux. En mars suivant, elle donne une interprétation acclamée par la critique de la Chanson perpétuelle d'Ernest Chausson et des Chansons madécasses de Maurice Ravel avec le New York Chamber Music Ensemble et le pianiste Leonid Hambro. En décembre 1958, elle chante la première mondiale du Stabat Mater de Julia Perry en duo avec la mise en scène d'Antonio Vivaldi.

## Carrière de chanteuse ultérieure : années 1960 et 1970
Le 5 mai 1960, Allen commence son long partenariat avec Bernstein et le New York Philharmonic dans un concert de Four Saints in Three Acts. Elle se produit régulièrement avec l'orchestre en 1975, apparaissant comme soliste dans des  œuvres telles que la Passion selon saint Jean, la Passion selon saint Matthieu, ou Ich elender Mensch, Wer wird mich Erlosen de Jean-Sébastien Bach;  la Symphonie No 9 de Beethoven ; Quatre chants, op. 2, de Berg ; She Never Told Her Love de Joseph Haydn ; Die Legende von der heiligen Elisabeth de Liszt ;  Lieder eines fahrenden Gesellen, la Symphonie n ° 3, la Symphonie n° 8 de Mahler, Die junge Nonne, Erlkönig et Winterreise de Franz Schubert ; Un sermon, un récit et une prière de Stravinsky, et The Star-Spangled Banner, entre autres. Après une absence de onze ans, elle revient pour une dernière représentation avec l'orchestre en 1986.
En 1961, Allen chante Teresa à l'Amina de Joan Sutherland dans la production de La sonnambula de l'American Opera Society au Carnegie Hall. Elle joue de nouveau avec l'AOS l'année suivante dans le rôle de Baba le Turc dans The Rake's Progress de Stravinsky avec Alexander Young dans le rôle de Tom Rakewell, John Reardon dans le rôle de Nick Shadow et Judith Raskin dans le rôle d'Anne Trulove. Elle chante le rôle d'Armando di Gondì dans Maria di Rohan de Gaetano Donizetti avec l'AOS en février 1963, avec Ilvo Ligabue dans le rôle titre et Lino Puglisi dans le rôle d'Enrico. En mars 1963, elle chante Juno dans Semele de Haendel sous la direction de Johannes Somary et le chœur et l'orchestre Amor Artis, avec la soprano Helen Boatwright dans le rôle titre. Elle revient à AOS en 1965 pour chanter Zaida dans Il turco in Italia de Rossini. Cette année-là, elle interprète également Clitemnestre dans Iphigénie en Aulide de Gluck à l'AOS, avec Christa Ludwig dans le rôle titre.
Allen apparait dans deux opéras au Midsummer Musical Festival au Philharmonic Hall à l'été 1963. En juillet, elle chante Annio dans  La clemenza di Tito de Mozart sous la direction de Paul Callaway. Martina Arroyo y interprète Vitellia, David Lloyd : Titus, Beverly Wolff : Sextus, Margaret Kalil : Servilia et David Clatworthy : Publius. En août, Allen interprète le chœur féminin dans The Rape of Lucretia de Benjamin Britten avec Lili Chookasian dans le rôle titre.
Allen connait un grand triomphe en 1964 dans le rôle de Jocaste dans Oedipus Rex de Stravinsky au Teatro Colón de Buenos Aires. Elle fait ses débuts à l'Opéra de San Francisco deux ans plus tard dans le rôle d'Azucena dans Il trovatore avec McHenry Boatwright dans le rôle du Comte di Luna, reprenant plus tard ce rôle avec la compagnie en 1971. Des engagements suivent bientôt à la Canadian Opera Company (1971), au Palacio de Bellas Artes (1971) et au Washington National Opera (1972). Elle est engagée à l'Opéra de New York de 1973 à 1975 où ses rôles comprennent Azucena, Mistress Quickly dans Falstaff, Jocasta dans Oedipus rex et Eurycleia dans Il ritorno d'Ulisse in patria.
À l'Opéra de Santa Fe, Allen chante Pythia dans Mélusine d' Aribert Reimann et Geneviève dans Pelléas et Mélisande de Claude Debussy en 1972. Elle y revient en 1975 pour incarner Mistress Quickly et la grand-mère dans La vida breve de Manuel de Falla. Elle fait ses débuts au Metropolitan Opera dans le rôle de la Commère le 20 février 1973 dans une distribution comprenant Clamma Dale dans St. Teresa I, David Britton dans St. Stephen et Barbara Hendricks dans St. Settlement. Elle est invitée à chanter à Mexico pour l'hommage de Casals dans The Manger. En 1975, elle chante Monisha dans la première production entièrement mise en scène de Treemonisha de Scott Joplin au Houston Grand Opera. Elle interprète de nouveau le rôle à l'automne 1975 au Kennedy Center et en 1976 à New York. D'autres rôles dans son répertoire incluent Sesto dans La Clemenza di Tito, la sorcière dans Didon et Enée, et Ulrica dans Un ballo in maschera de Verdi.
Allen est également très active au niveau international dans les années 1960 et 1970comme chanteuse de concert et récitaliste. Elle fait des apparitions aux festivals de musique de Caramoor, Casals, Cincinnati May, Marlboro, Ravinia, Saratoga et Tanglewood. Elle se produit avec un certain nombre d'orchestres notables, dont l'Orchestre de Philadelphie et les orchestres symphoniques américains, de Boston, de Chicago et de Cincinnati. Son travail de concertiste l'a conduite à des collaborations avec des chefs tels que Pierre Boulez, Pablo Casals, Edo de Waart, Antal Doráti, István Kertész, Rafael Kubelík, Erich Leinsdorf, Lorin Maazel, Charles Munch, Eugene Ormandy, Seiji Ozawa, Georg Solti et Leopold Stokowski et Enrique Gimeno. Elle apparait également dans des récitals en Amérique du Nord et du Sud, en Europe et en Asie.

## Vie et carrière ultérieure
Dans la dernière partie de sa carrière, sa voix s'assombrit pour aboutir à une tessiture de contralto, que l'on peut entendre sur son enregistrement d'Alexander Nevsky de Sergueï Prokofiev avec le chef d'orchestre Eugene Ormandy et l'Orchestre de Philadelphie.
La carrière de chanteuse professionnelle d'Allen est interrompue par des problèmes pulmonaires chroniques qu'elle attribue à son exposition aux aciéries de Campbell dans son enfance. Bien qu'elle ait fait quelques apparitions en concert dans les années 1980, sa carrière d'opéra est terminée à la fin des années 1970. De 1969 jusqu'à sa mort, elle fait partie de la faculté de la Manhattan School of Music. Elle fait également partie des facultés du Curtis Institute of Music (classes de maître depuis 1987) et de la North Carolina School of the Arts (1978-1987).
En 1979, Allen devient la directrice exécutive de la Harlem School of the Arts, et en devient la présidente en 1992. En septembre 1989, elle devient la première Américaine à donner une masterclass au Conservatoire de Saint-Pétersbourg dans le cadre d'un programme d'échange culturel avec la Harlem School of the Arts. Elle est également membre du jury de nombreux concours de chant, tels que les auditions régionales du Metropolitan Opera, les Young Concert Artists et le Dutch International Vocal Competition 's-Hertogenbosch.
Allen est également une membre active des conseils d'administration de nombreuses organisations artistiques, notamment le conseil d'administration et le comité exécutif du Carnegie Hall, la National Foundation for the Advancement of the Arts, la Manhattan School of Music, Arts and Business Council, le American Arts Alliance, la Chamber Music Society du Lincoln Center, l'Orchestre symphonique de la New York City Housing Authority, la Oratorio Society of New York, les Independent School Orchestras et le Children's Storefront and Theatre Development Fund. Pendant de nombreuses années, elle copréside la Harlem Arts Advocacy Coalition et la Commission Schomburg. Elle est également membre du Comité consultatif de la ville de New York pour les affaires culturelles.
Elle décède à Valhalla, New York, à l'âge de 82 ans.

## Récompenses et honneurs
- 1952 : Prix Marian Anderson ;
- 1953 : Prix Martha Baird Rockefeller Music Fund ;
- 1953 : John Hay Whitney Grant ;
- 1954 : Bourse de la Fondation Ford ;
- 1971 : Doctorat honorifique en lettres humaines de l'Université de Wittemberg ;
- 1981 : Doctorat honorifique en musique de l'Union College ;
- 1988 : American Eagle Award du National Music Council ;
- 1989 : Artiste distingué de l'année par la Banque nationale de Philadelphie ;
- Prix d'excellence pour les femmes du projet et des productions ;
- Premier récipiendaire du prix ISO des orchestres scolaires indépendants ;
- Laurel Leaf Award de l' American Composers Alliance.